# Nordische Junioren-Skiweltmeisterschaften 2001
Die 24. Nordischen Junioren-Skiweltmeisterschaften 2001 fanden vom 30. Januar bis zum 4. Februar 2001 im polnischen Karpacz statt. Sie wurden damit erstmals in Polen durchgeführt.
Erfolgreichste Nation der Titelkämpfe war Finnland mit drei Gold-, drei Silber- und einer Bronzemedaille vor Deutschland mit zwei Gold, einer Silber- und vier Bronzemedaillen und Schweden mit einer Gold- und zwei Silbermedaillen.

## Wettkampfstätten
Die Skisprungwettbewerbe wurden auf der 1946 errichteten Orlinek ausgetragen. Die Langlaufwettbewerbe der Kombinierer und der Spezialisten wurden auf Loipen der Umgebung durchgeführt.

## Langlauf Junioren

### 1 km Sprint Freistil
| Platz | Sportler           | Land |
| ----- | ------------------ | ---- |
| 1     | Johannes Bredl     | GER  |
| 2     | John Kristian Dahl | NOR  |
| 3     | Fredrik Byström    | SWE  |
| 4     | Sami Jauhojärvi    | FIN  |
| 5     | Bertrand Regard    | FRA  |
| 6     | Andrew Newell      | USA  |
| 7     | Raman Wiralajnen   | BLR  |
| 8     | Eric Strabel       | USA  |
| 9     | Roland Bärnthaler  | AUT  |
| 10    | Manuel Tovagliari  | ITA  |
| …     |                    |      |
| 16    | Toni Lang          | GER  |
| 21    | Ulrich Eger        | AUT  |
| 26    | Dirk Grimm         | GER  |
| 29    | Christian Stebler  | SUI  |
| 36    | Markus Grabmayr    | AUT  |
| 38    | Thomas Diezig      | SUI  |
| 59    | Remo Fischer       | SUI  |
| 60    | Markus Keplinger   | AUT  |
| 70    | Marco Mühlematter  | SUI  |

Datum: 3. Februar 2001

### 10 km klassisch
| Platz | Sportler           | Land | Zeit        |
| ----- | ------------------ | ---- | ----------- |
| 1     | Kristian Horntvedt | NOR  | 29:00,2 min |
| 2     | Pawel Troschkin    | RUS  | 29:03,3 min |
| 3     | Sami Jauhojärvi    | FIN  | 29:15,1 min |
| 4     | Raman Wiralajnen   | BLR  | 29:26,6 min |
| 5     | John Kristian Dahl | NOR  | 29:42,4 min |
| 6     | Roger Aa Djupvik   | NOR  | 29:44,9 min |
| 7     | Nikolai Pankratow  | RUS  | 29:47,3 min |
| 8     | Sergei Paltschikow | RUS  | 29:48,0 min |
| 9     | Junichi Nakamura   | JPN  | 29:52,4 min |
| 10    | Benjamin Seifert   | GER  | 29:53,6 min |
| 11    | Christian Stebler  | SUI  | 29:56,7 min |
| …     |                    |      |             |
| 13    | Kai Bochert        | GER  | 29:58,9 min |
| 25    | Erik Schneider     | GER  | 30:38,5 min |
| 27    | Thomas Diezig      | SUI  | 30:40,7 min |
| 35    | Remo Fischer       | SUI  | 31:04,8 min |
| 48    | Johannes Bredl     | GER  | 31:37,0 min |
| 55    | Ulrich Eger        | AUT  | 31:56,9 min |
| 63    | Marco Mühlematter  | SUI  | 32:15,9 min |
| 71    | Martin Mesotitsch  | AUT  | 32:52,0 min |
| 83    | Roland Bärnthaler  | AUT  | 33:25,6 min |

Datum: 1. Februar 2001

### 30 km Freistil
| Platz | Sportler           | Land | Zeit        |
| ----- | ------------------ | ---- | ----------- |
| 1     | Sami Jauhojärvi    | FIN  | 1:29:55,6 h |
| 2     | Alexei Trussow     | RUS  | 1:29:56,0 h |
| 3     | Benoît Chauvet     | FRA  | 1:29:59,9 h |
| 4     | Jussi Ylimäki      | FIN  | 1:30:05,6 h |
| 5     | Kai Bochert        | GER  | 1:30:16,8 h |
| 6     | Thomas Moriggl     | ITA  | 1:30:27,8 h |
| 7     | Jewgeni Dementjew  | RUS  | 1:30:27,9 h |
| 8     | Kristian Horntvedt | NOR  | 1:30:28,1 h |
| 9     | Pawel Troschkin    | RUS  | 1:30:28,2 h |
| 10    | David Ferrer       | ESP  | 1:30:28,8 h |
| …     |                    |      |             |
| 14    | Dirk Grimm         | GER  | 1:32:55,2 h |
| 17    | Remo Fischer       | SUI  | 1:33:11,0 h |
| 21    | Thomas Diezig      | SUI  | 1:34:05,2 h |
| 22    | Benjamin Seifert   | GER  | 1:34:24,6 h |
| 21    | Christian Stebler  | SUI  | 1:34:31,1 h |
| 34    | Rafael Ratti       | SUI  | 1:36:03,1 h |
| 60    | Markus Grabmayer   | AUT  | 1:41:57,9 h |

Datum: 30. Januar 2001

### 4 × 10 km Staffel
| Platz | Sportler                                                                | Land     |  |  |
| ----- | ----------------------------------------------------------------------- | -------- |  |  |
| 1     | Nikolai Pankratow Pawel Troschkin Alexei Trussow Jewgeni Dementjew      | Russland |  |  |
| 2     | Johan Enlund Sami Jauhojärvi Jussi Ylimäki Mikko Auvinen                | Finnland |  |  |
| 3     | Roger Aa Djupvik John Kristian Dahl Øystein Solbjørg Kristian Horntvedt | Norwegen |  |  |

Datum: 4. Februar 2001

## Skilanglauf Juniorinnen

### 1 km Sprint Freistil
| Platz | Sportler               | Land |
| ----- | ---------------------- | ---- |
| 1     | Pirjo Manninen         | FIN  |
| 2     | Ingrid Narum           | NOR  |
| 3     | Kirsi Perälä           | FIN  |
| 4     | Mona-Liisa Malvalehto  | FIN  |
| 5     | Kristin Mürer Stemland | NOR  |
| 6     | Kikkan Randall         | USA  |
| 7     | Anna Thunell           | SWE  |
| 8     | Cristina Kelder        | ITA  |
| 9     | Stefanie Böhler        | GER  |
| 10    | Carin Holmberg         | SWE  |
| …     |                        |      |
| 13    | Seraina Mischol        | SUI  |
| 15    | Verena Kleine          | GER  |
| 21    | Nicole Fessel          | GER  |
| 22    | Antje Mämpel           | GER  |
| 33    | Nicole Kunz            | SUI  |
| 49    | Karin Zehentner        | AUT  |
| 58    | Marlene Kendler        | AUT  |

Datum: 3. Februar 2001

### 5 km klassisch
| Platz | Sportler              | Land | Zeit        |
| ----- | --------------------- | ---- | ----------- |
| 1     | Lina Andersson        | SWE  | 15:42,6 min |
| 2     | Pirjo Manninen        | FIN  | 15:44,0 min |
| 3     | Carin Holmberg        | SWE  | 15:53,8 min |
| 4     | Jewgenija Krawzowa    | RUS  | 16:13,7 min |
| 5     | Seraina Mischol       | SUI  | 16:30,6 min |
| 6     | Jelena Kolomina       | KAZ  | 16:39,0 min |
| 7     | Mona-Liisa Malvalehto | FIN  | 16:44,0 min |
| 8     | Jewjenija Tschahina   | RUS  | 16:48,3 min |
| 9     | Anastassija Kasakul   | RUS  | 16:50,1 min |
| 10    | Riikka Sarasoja       | FIN  | 16:52,4 min |
| …     |                       |      |             |
| 13    | Verena Kleine         | GER  | 16:58,9 min |
| 20    | Anja Krellner         | GER  | 17:10,0 min |
| 22    | Katrin Höfler         | GER  | 17:14,9 min |
| 28    | Patricia Schärrer     | SUI  | 17:21,5 min |
| 36    | Ursina Badilatti      | SUI  | 17:33,0 min |
| 44    | Nicole Kunz           | SUI  | 17:48,4 min |
| 61    | Karin Zehentner       | AUT  | 18:15,6 min |
| 63    | Marlene Kendler       | AUT  | 18:21,8 min |

Datum: 1. Februar 2001

### 15 km Freistil
| Platz | Sportler             | Land | Zeit        |
| ----- | -------------------- | ---- | ----------- |
| 1     | Pirjo Manninen       | FIN  | 46:43,5 min |
| 2     | Lina Andersson       | SWE  | 46:47,2 min |
| 3     | Seraina Mischol      | SUI  | 47:30,5 min |
| 4     | Jewgenija Krawzowa   | RUS  | 47:37,8 min |
| 5     | Diliara Sabirzjanowa | RUS  | 47:42,3 min |
| 6     | Magdalena Oleksiuk   | POL  | 47:54,6 min |
| 7     | Stefanie Böhler      | GER  | 47:57,0 min |
| 8     | Marina Butakowa      | RUS  | 47:59,8 min |
| 9     | Jewgenija Kwaschnina | KAZ  | 48:02,0 min |
| 10    | Ursina Badilatti     | SUI  | 48:13,0 min |
| …     |                      |      |             |
| 14    | Anja Krellner        | GER  | 48:50,9 min |
| 17    | Flurina Bott         | SUI  | 49:36,4 min |
| 25    | Nicole Fessel        | GER  | 49:38,8 min |
| 27    | Nicole Kunz          | SUI  | 50:26,9 min |
| 43    | Karin Zehentner      | AUT  | 53:03,5 min |

Datum: 30. Januar 2001

### 4 × 5 km Staffel
| Platz | Sportler                                                            | Land        | Laufzeiten | Gesamtzeit |
| ----- | ------------------------------------------------------------------- | ----------- | ---------- | ---------- |
| 1     | Mona-Liisa Malvalehto Heidi Sundberg Riikka Sarasoja Pirjo Manninen | Finnland    |            |            |
| 2     | Verena Kleine Kathrin Höfler Anja Krellner Stefanie Böhler          | Deutschland |            |            |
| 3     | Lina Andersson Carin Holmberg Maria Rydqvist Hanna Forsberg         | Schweden    |            |            |

Datum: 4. Februar 2001

## Nordische Kombination

### Sprint K85/5 km
| Platz | Sportler           | Land | Sprung | Lauf    | Rückstand |
| ----- | ------------------ | ---- | ------ | ------- | --------- |
| 1     | David Kreiner      | AUT  | 121,5  | 13:53,7 |           |
| 2     | Jaakko Tallus      | FIN  | 126,0  | 14:09,8 | + 0:02,1  |
| 3     | Norihito Kobayashi | JPN  | 107,5  | 13:42,6 | + 0:32,9  |
| 4     | Andrej Jezeršek    | SLO  | 115,5  | 14:16,6 | + 0:41,9  |
| 5     | Jens Salumäe       | EST  | 116,0  | 14:26,6 | + 0:50,9  |
| 6     | Björn Kircheisen   | GER  | 105,5  | 13:53,6 | + 0:50,9  |
| 7     | Alexei Zwetkow     | RUS  | 104,0  | 13:52,9 | + 0:54,2  |
| 8     | Marc Frey          | GER  | 103,0  | 13:51,2 | + 0:56,5  |
| 9     | Ronny Heer         | SUI  | 106,5  | 14:03,1 | + 0:57,4  |
| 10    | Sébastien Lacroix  | FRA  | 107,0  | 14:05,1 | + 0:57,4  |
| …     |                    |      |        |         |           |
| 13    | Matthias Menz      | DEU  | 103,0  | 14:00,4 | + 1:05,6  |
| 14    | Lucas Vonlanthen   | SUI  | 104,5  | 14:08,0 | + 1:06,2  |
| 16    | Pascal Meinherz    | SUI  | 107,0  | 14:21,4 | + 1:13,6  |
| 21    | Guido Schreiber    | AUT  | 101,0  | 14:20,7 | + 1:32,0  |
| 23    | Christian Beetz    | DEU  | 095,0  | 14:06,6 | + 1:36,8  |
| 26    | Patrick Hagenaars  | AUT  | 099,5  | 14:32,6 | + 1:49,1  |
| 39    | Seppi Hurschler    | SUI  | 086,5  | 14:26,8 | + 2:22,9  |
| 40    | Bastian Bastgen    | AUT  | 100,0  | 15:11,1 | + 2:25,3  |

Datum: 3. Februar 2001

### Gundersen K85/10 km
| Platz | Sportler           | Land | Sprung | Lauf    | Rückstand |
| ----- | ------------------ | ---- | ------ | ------- | --------- |
| 1     | Norihito Kobayashi | JPN  | 223,5  | 28:51,7 |           |
| 2     | Jaakko Tallus      | FIN  | 234,5  | 29:44,1 | + 0:08,4  |
| 3     | David Kreiner      | AUT  | 231,0  | 29:36,1 | + 0:14,4  |
| 4     | Andrej Jezeršek    | SLO  | 226,0  | 29:21,6 | + 0:19,9  |
| 5     | Björn Kircheisen   | GER  | 219,5  | 29:49,1 | + 1:13,4  |
| 6     | Matthias Menz      | DEU  | 219,5  | 30:23,1 | + 1:47,4  |
| 7     | Ronny Heer         | SUI  | 208,0  | 30:11,0 | + 2:21,3  |
| 8     | Jedediach Hinkley  | USA  | 190,0  | 29:05,8 | + 2:28,1  |
| 9     | Marc Frey          | GER  | 201,5  | 29:52,0 | + 2:28,2  |
| 10    | Jari Hiukka        | FIN  | 206,0  | 30:19,4 | + 2:37,7  |
| 11    | Bernhard Gruber    | AUT  | 210,5  | 30:44,8 | + 2:45,1  |
| …     |                    |      |        |         |           |
| 13    | Matthias Mehringer | DEU  | 209,5  | 31:04,2 | + 3:08,5  |
| 16    | Guido Schreiber    | AUT  | 195,0  | 30:19,8 | + 3:22,1  |
| 19    | Pascal Meinherz    | SUI  | 216,0  | 32:07,0 | + 3:45,3  |
| 21    | Bastian Bastgen    | AUT  | 197,5  | 31:21,5 | + 4:13,8  |
| 24    | Lucas Vonlanthen   | SUI  | 197,5  | 31:33,8 | + 4:26,1  |
| 30    | Jan Schmid         | SUI  | 184,5  | 31:32,1 | + 5:16,4  |

Datum: 1. Februar 2001

### Mannschaft K85/4 × 5 km
| Platz | Sportler                                                      | Land        | Punkte |
| ----- | ------------------------------------------------------------- | ----------- | ------ |
| 1     | Matthias Mehringer Marc Frey Björn Kircheisen Christoph Menz  | Deutschland | 658,0  |
| 2     | Ville Suikkanen Petter Kukkonen Jaakko Tallus Jari Hiukka     | Finnland    | 615,3  |
| 3     | Gregor Verbajs Andrej Jezeršek Anže Brankovič Marko Šimič     | Slowenien   | 585,0  |
| 4     | Jan Schmid Lucas Vonlanthen Ronny Heer Pascal Meinherz        | Schweiz     | 574,0  |
| ...   |                                                               |             |        |
| 7     | Guido Schreiber Bastian Bastgen Bernhard Gruber David Kreiner | Österreich  | 506,7  |

Datum: 2. Februar 2001

## Skispringen Junioren

### Normalschanze
| Platz | Sportler             | Land | Weite 1 | Weite 2 | Punkte |
| ----- | -------------------- | ---- | ------- | ------- | ------ |
| 1     | Veli-Matti Lindström | FIN  | 89,5    | 87,5    | 246,0  |
| 2     | Manuel Fettner       | AUT  | 88,0    | 86,0    | 239,0  |
| 3     | Florian Liegl        | AUT  | 85,0    | 85,5    | 227,5  |
|       | Stefan Kaiser        | AUT  | 84,0    | 86,0    | 227,5  |
| 5     | Rok Benkovič         | SLO  | 85,0    | 84,5    | 225,0  |
| 6     | Tomasz Pochwała      | POL  | 82,5    | 82,0    | 215,5  |
|       | Miroslav Formánek    | SVK  | 84,5    | 82,5    | 215,5  |
| 8     | Thomas Lobben        | NOR  | 86,0    | 78,0    | 213,5  |
|       | Primož Urh-Zupan     | SLO  | 81,0    | 83,5    | 213,5  |
| 10    | Balthasar Schneider  | AUT  | 84,0    | 81,0    | 212,5  |
| ...   |                      |      |         |         |        |
| 12    | Jörg Ritzerfeld      | GER  | 82,0    | 81,0    | 208,0  |
| 15    | Markus Winterhalder  | GER  | 81,5    | 79,5    | 203,0  |
| 17    | Maximilian Mechler   | GER  | 81,5    | 78,5    | 200,5  |
| 21    | Stephan Hocke        | GER  | 80,5    | 78,5    | 197,5  |
| 26    | Heiri Kälin          | SUI  | 81,0    | 79,0    | 194,0  |
| 27    | Antoine Guignard     | SUI  | 77,0    | 79,5    | 193,0  |
| 44    | Bruno Hauswirth      | SUI  | 76,5    | 70,5    | 169,5  |
| 54    | Pascal Schönberger   | SUI  | 73,0    | 72,5    | 156,5  |

Datum: 3. Februar 2001

### Mannschaftsspringen Normalschanze
| Platz | Sportler                                                                  | Land        | Punkte |
| ----- | ------------------------------------------------------------------------- | ----------- | ------ |
| 1     | Kimmo Yliriesto Janne Happonen Akseli Kokkonen Veli-Matti Lindström       | Finnland    | 892,0  |
| 2     | Florian Liegl Manuel Fettner Balthasar Schneider Stefan Kaiser            | Österreich  | 863,5  |
| 3     | Jörg Ritzerfeld Florian Krumbacher Markus Winterhalter Maximilian Mechler | Deutschland | 849,0  |
| ...   |                                                                           |             |        |
| 11    | Thomas Engel Antoine Guignard Heiri Kälin Bruno Hauswirth                 | Schweiz     | 746,5  |

Datum: 1. Februar 2001

## Nationenwertung
| Platz | Land        | Gold | Silber | Bronze | Gesamt |
| ----- | ----------- | ---- | ------ | ------ | ------ |
| 1     | Finnland    | 6    | 5      | 2      | 13     |
| 2     | Deutschland | 2    | 1      | 1      | 4      |
| 3     | Österreich  | 1    | 2      | 3      | 6      |
| 4     | Norwegen    | 1    | 2      | 1      | 4      |
| 5     | Russland    | 1    | 2      | 0      | 3      |
| 6     | Schweden    | 1    | 1      | 3      | 5      |
| 7     | Japan       | 1    | 0      | 1      | 2      |
| 8     | Schweiz     | 0    | 0      | 1      | 1      |
| 8     | Frankreich  | 0    | 0      | 1      | 1      |
| 8     | Slowenien   | 0    | 0      | 1      | 1      |